# Крейг Поусон
Крейг Поусон (англ. Craig Pawson; нар. 18 липня 1979, Південний Йоркшир) — англійський футбольний арбітр, який обслуговує матчі Прем'єр-ліги, а також англійські національні кубкові турніри. Почав судити матчі Прем'єр-ліги в 2013 році.

## Суддівська кар'єра
Поусон почав кар'єру футбольного судді в 1993 році. З 2008 року почав обслуговувати матчі Футбольної ліги. У 2012 році був головним арбітром фіналу плей-оф Другої Футбольної ліги між «Кру Олександра» і «Челтнем Таун» на «Вемблі».
У 2013 році увійшов до складу суддів, які обслуговують матчі Прем'єр-ліги. Його дебютний матч як головного арбітра матчу Прем'єр-ліги відбувся 2 березня 2013 року, в якому зустрілися «Свонсі Сіті» і «Ньюкасл Юнайтед». Показав дві жовті картки (обидві — гравцям «Ньюкасла»).
У квітні 2014 року був призначений резервним арбітром на півфінал Кубка Англії між «Віган Атлетік» і «Арсеналом» на «Вемблі».
У 2015 році Поусон був поміщений в Міжнародний список арбітрів ФІФА, що означає, що він може виконувати обов'язки головного або додаткового арбітру на міжнародних змаганнях, зокрема у Лізі чемпіонів УЄФА та Лізі Європи УЄФА. Поусон став сьомим арбітром з Англії у цьому списку.
Він був четвертим арбітром фіналу Кубка англійської ліги 2015 року на «Вемблі», в якому «Челсі» переміг «Тоттенгем Готспур» з рахунком 2:0. Через кілька місяців Поусон став четвертим арбітром і у фіналі Кубка Англії 2015 року між «Арсеналом» та «Астон Віллою».